# Avrainville (Meurthe-et-Moselle)
Pour les articles homonymes, voir Avrainville.
Avrainville est une commune française située dans le département de Meurthe-et-Moselle en région Grand Est.

## Géographie

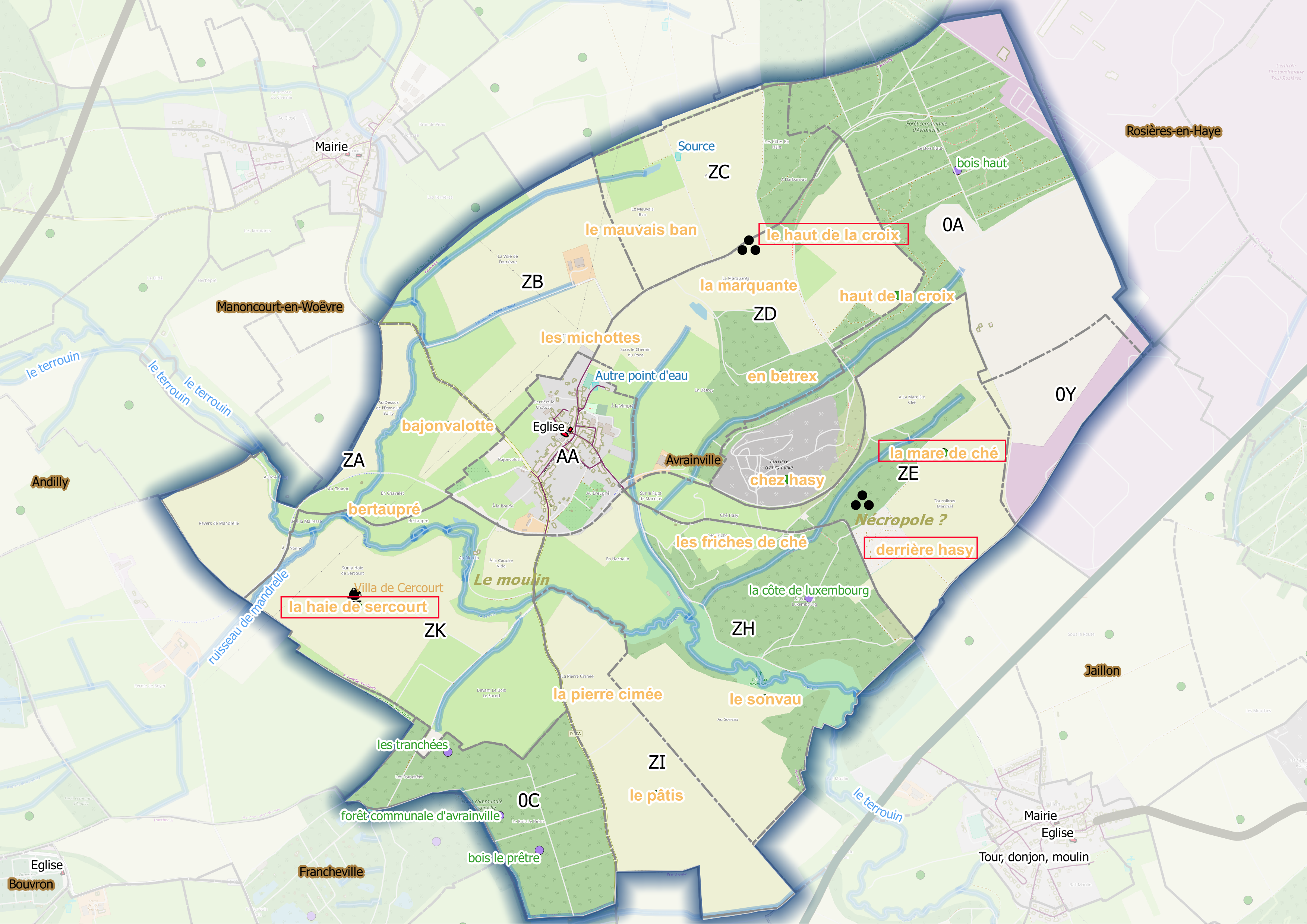
Fig. 1 - Avrainville (ban communal).

Avrainville est située au nord de Toul, à proximité de l'ancienne base aérienne 136 Toul-Rosières. Le territoire de 873 hectares, entre les anciennes voies Toul-Dieulouard et Toul-Montsec comprend,d'après les données Corine Land Cover de 2011 : 63 % de terres arables, 27 % de forêts et prairies arbustives, 2,7 % de mines et carrières et 6,3 % de zones industrielles. Il est arrosé par les cours d'eau suivants : Le Terrouin (3,818 km), le Ruisseau de l’Étang de Bailly (1,2 km), le Ruisseau de Mandrelle (0,444 km).
E. Grosse indique dans son ouvrage, pour le XIXe siècle :
« Le territoire d'Avrainville est très productif, c'est un des meilleurs de ces contrées ; il y a quelques vignes d'assez bonne qualité. Ce village possède aussi un moulin (fig1) sur le Terrouin. »

### Communes limitrophes
| Manoncourt-en-Woëvre | Manoncourt-en-Woëvre | Manoncourt-en-Woëvre |
| Andilly              | Avrainville          | Rosières-en-Haye     |
| Bouvron              | Francheville         | Jaillon              |

### Hydrographie
La commune est dans le bassin versant du Rhin au sein du bassin Rhin-Meuse. Elle est drainée par le ruisseau de l'Étang de Bailly, le ruisseau de Mandrelle et le Terrouin,.

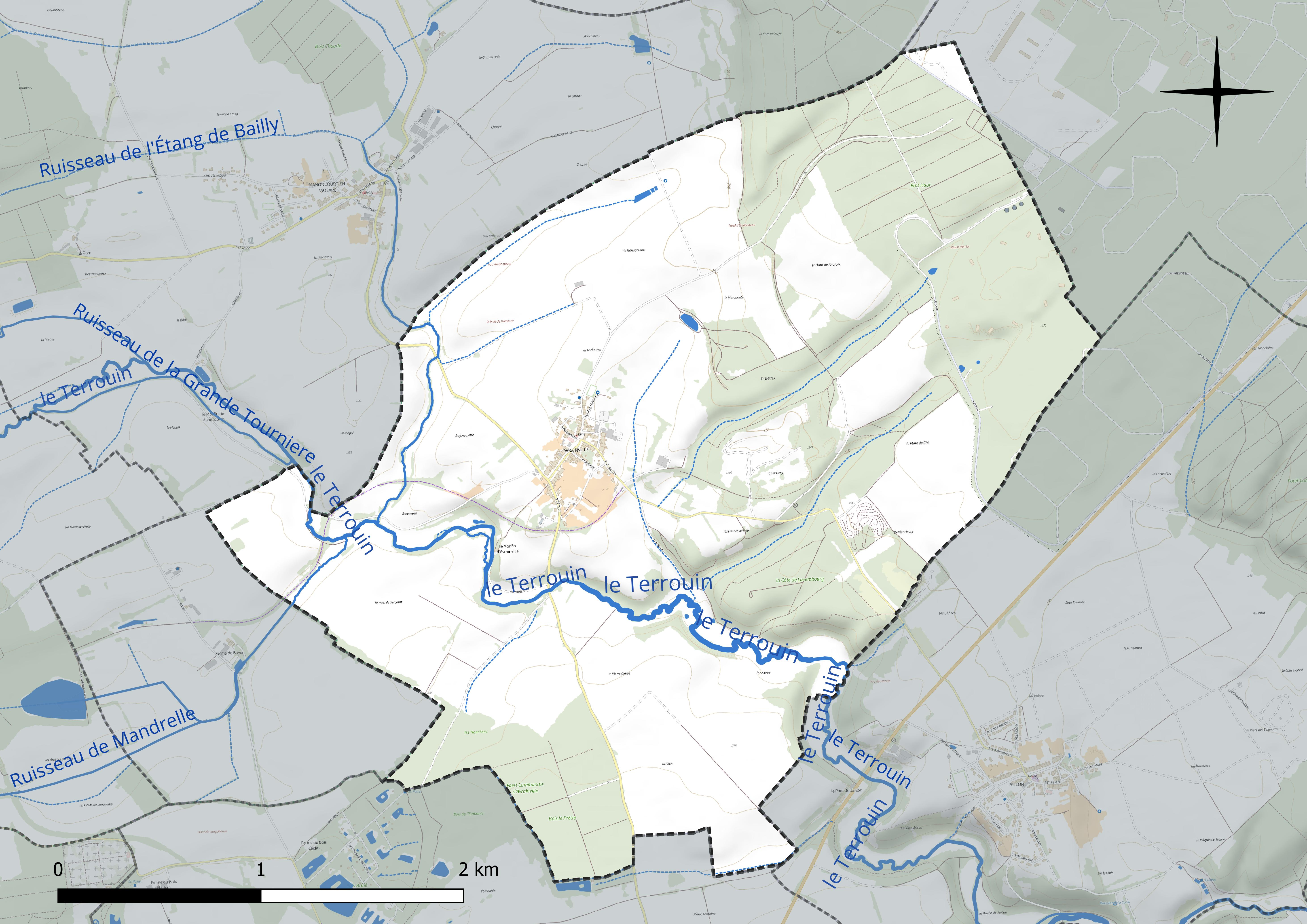
Réseau hydrographique d'Avrainville.

### Climat
Pour des articles plus généraux, voir Climat du Grand Est et Climat de Meurthe-et-Moselle.
En 2010, le climat de la commune est de type climat des marges montargnardes, selon une étude du Centre national de la recherche scientifique s'appuyant sur une série de données couvrant la période 1971-2000. En 2020, Météo-France publie une typologie des climats de la France métropolitaine dans laquelle la commune est dans une zone de transition entre le climat océanique altéré et le climat océanique altéré et est dans la région climatique Lorraine, plateau de Langres, Morvan, caractérisée par un hiver rude (1,5 °C), des vents modérés et des brouillards fréquents en automne et hiver.
Pour la période 1971-2000, la température annuelle moyenne est de 9,6 °C, avec une amplitude thermique annuelle de 16,6 °C. Le cumul annuel moyen de précipitations est de 810 mm, avec 12,1 jours de précipitations en janvier et 9,2 jours en juillet. Pour la période 1991-2020, la température moyenne annuelle observée sur la station météorologique de Météo-France la plus proche, « Nancy-Ochey », sur la commune d'Ochey à 21 km à vol d'oiseau, est de 10,5 °C et le cumul annuel moyen de précipitations est de 810,4 mm. 
La température maximale relevée sur cette station est de 39,6 °C, atteinte le 25 juillet 2019 ; la température minimale est de −19,1 °C, atteinte le 12 janvier 1987,,.
Les paramètres climatiques de la commune ont été estimés pour le milieu du siècle (2041-2070) selon différents scénarios d'émission de gaz à effet de serre à partir des nouvelles projections climatiques de référence DRIAS-2020. Ils sont consultables sur un site dédié publié par Météo-France en novembre 2022.

## Urbanisme

### Typologie
Au 1er janvier 2024, Avrainville est catégorisée commune rurale à habitat dispersé, selon la nouvelle grille communale de densité à sept niveaux définie par l'Insee en 2022.
Elle est située hors unité urbaine. Par ailleurs la commune fait partie de l'aire d'attraction de Nancy, dont elle est une commune de la couronne,. Cette aire, qui regroupe 353 communes, est catégorisée dans les aires de 200 000 à moins de 700 000 habitants,.

### Occupation des sols
L'occupation des sols de la commune, telle qu'elle ressort de la base de données européenne d’occupation biophysique des sols Corine Land Cover (CLC), est marquée par l'importance des territoires agricoles (63,9 % en 2018), une proportion identique à celle de 1990 (63,9 %). La répartition détaillée en 2018 est la suivante : terres arables (40,6 %), forêts (20,8 %), prairies (14,8 %), zones agricoles hétérogènes (8,4 %), zones industrielles ou commerciales et réseaux de communication (6,4 %), milieux à végétation arbustive et/ou herbacée (6,3 %), mines, décharges et chantiers (2,7 %). L'évolution de l’occupation des sols de la commune et de ses infrastructures peut être observée sur les différentes représentations cartographiques du territoire : la carte de Cassini (XVIIIe siècle), la carte d'état-major (1820-1866) et les cartes ou photos aériennes de l'IGN pour la période actuelle (1950 à aujourd'hui).

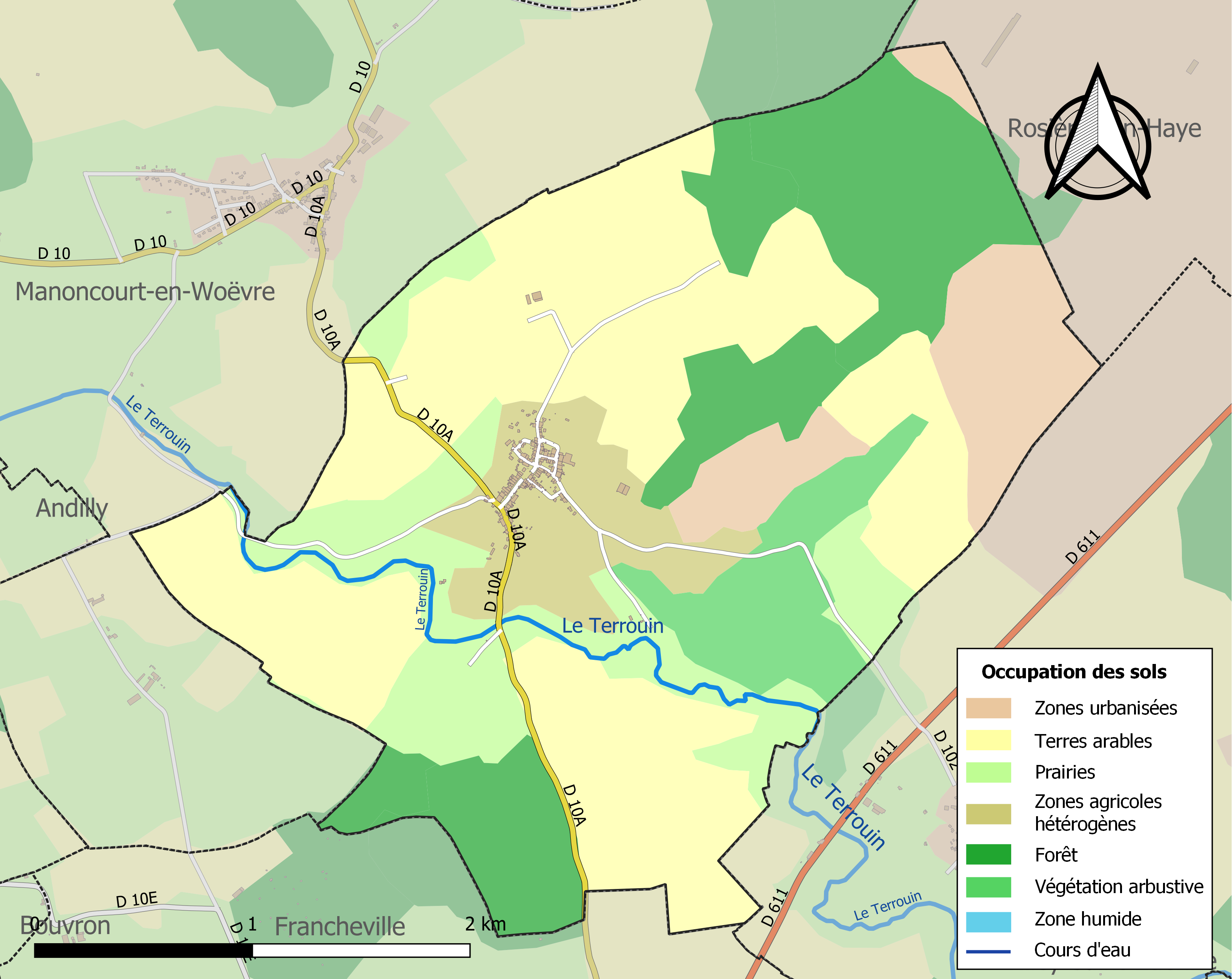
Carte des infrastructures et de l'occupation des sols de la commune en 2018 (CLC).

## Toponymie
Le nom de la localité est attesté sous les formes Avarinvilla (1359), Apvrainville (1602) et Avrainville-sur-Terrouin (1779).

## Histoire

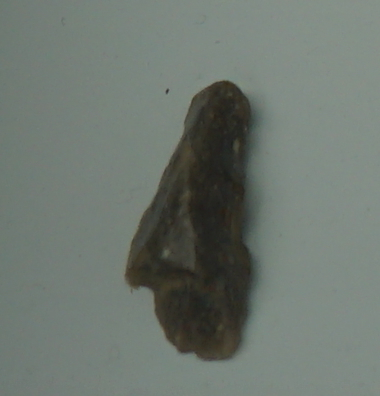
Poinçon déposé au Musée d'art et d'histoire de Toul.

### Préhistoire et antiquité
Bien que des silex trouvés sur le territoire communal soient signalés, les premières traces d'occupation semblent être concentrées autour du lieu-dit (Haie de) Sercourt (Cercourt/ Circourt) (fig1 - Avrainville (ban communal)) ou furent trouvés des objets et constructions attribués à la période gallo-romaine :
«On trouve des vestiges d'habitations romaines à la Croix-Camarade, à la Chatte-Noyée et à la Haie-de-Circourt en ce dernier canton, on a découvert une tête en pierre sculptée, et en Brugné, dans des substructions d'où l'on a tiré des pierres de taille, il a été trouvé des monnaies romaines. »

### Moyen âge
Un carrier a trouvé un vase en poterie grise au lieu-dit Charmoux, un sabre, un stylet, une boucle et des ossements qui évoquent la possibilité d'existence d'une nécropole possiblement du Moyen Âge selon E Salin.
« A la Chapelle-Saint-Quirin, vestiges d'habitations. En 1484, les habitants demandent de réédifier une tour de défense, dont la tradition a perdu le souvenir de l'emplacement »

### Epoque moderne
Les annales indiquent sous l'ancien régime :
« Dans la forêt (le haut de la croix -fig1), il existe un autel restauré, surmonté d'une statue de la Vierge très-ancienne, but d'un pèlerinage fréquenté avant la Révolution autrefois cette statue était placée dans une niche pratiquée dans un vieil arbre dit le Chêne-de-la-Vierge-au-Bois.
A cent mètres derrière l'église, maison de ferme, anciennement seigneuriale, à laquelle la tradition donne le nom de Château; »
- En 1975 il était encore possible d'admirer des ouvrants datés de 1520<ref&gt;Société d'archéologie lorraine Auteur du texte et Musée lorrain (Nancy) Auteur du texte, « Le Pays lorrain : revue régionale bimensuelle illustrée / dir. Charles Sadoul », sur Gallica, 1975 (consulté le 13 mars 2019)</ref&gt;sur une maison du village présentant des formes typiques de l'architecture, fenêtre à accolade ou trilobées comme sur les exemples ci-dessous
- Fenêtre à accolade.
- Fenêtre à trilobes.

Plusieurs seigneurs se sont disputé les revenus des impôts communaux, notamment les familles de Viange et de Saintignon de Viller : Jean Ier seigneur de Dampierre et seigneur de Saint-Dizier et seigneur de Sompuis, mort en 1258, épouse en 1250 : Laure dame d'Avrainville  (née en 1225,  décédée après août 1281) fille du duc Mathieu II de Lorraine, dynastie de Lorraine). Deux enfants naissent de cette union dont Guillaume Ier seigneur de Saint-Dizier et seigneur d'Urville et seigneur d'Hulbercourt et seigneur d'Avrainville. Laure de Lorraine, fut dame d'Avrainville, par le don que lui en fit Thibaud VI. du nom, comte de Champagne et de Brie, mourut après le 26 août 1281.[réf. souhaitée]

Entre le XIIe siècle et le XVIIe siècle, les commandeurs de Libdeau firent de nombreux échanges de terres avec les seigneurs d'Avrainville puis comme l'indique Lepage :
« En 1708, la seigneurie en haute, moyenne et basse justice, appartenait au duc de Lorraine. Il  y avait un maire pour exécuter ses ordres et lever les rentes de son domaine. Ce village dépendait de la prévôté de Pont-à-Mousson, avec appel des causes au bailliage de la même ville en première instance, et en dernier ressort à la Cour Souveraine, Avrainville étant Barrois non mouvant. Il y avait 15 laboureurs, 13 artisans et 5 veuves. »
Enfin en 1836, E Grosse indique :
« Population : 510 habitants, 51 électeurs communaux, 12 conseillers municipaux, 125 feux et 100 habitations. »

### Anecdotes
« En 1624, une nommée Marguerite, femme de J. Gugnon d'Avrainville, fut exécutée comme sorcière ». 
« Monsieur le comte D'Avrainville qui  était  d'après les gens du pays, un homme très dur et autoritaire ; qu'il  employait  souvent la cravache sur ses gens alors qu'il était perché sur son cheval. Si bien qu'un jour, ces derniers, ont juré de se venger. Ils ont attendu le soir tombant pour le désarçonner, le dévêtir, et lui dire de se sauver, ce qu'il a  fait sans demander son reste. les gens ont jeté tous ses vêtements lui  appartement dans un puits, qui est devenu depuis le "trou du Comte". Voila  pour la petite histoire, qui est amusante. » 
(source : Madeleine Vigneault-D'Avrainville)[réf. souhaitée].

## Politique et administration
| Période                                  | Période  | Identité            | Étiquette | Qualité                                                   |
| ---------------------------------------- | -------- | ------------------- | --------- | --------------------------------------------------------- |
| Les données manquantes sont à compléter. |          |                     |           |                                                           |
| mars 2008                                | mai 2020 | Charles Bilot       |           | Retraité                                                  |
| mai 2020                                 | En cours | Jean-Louis Claudon, |           | Profession intermédiaire de la santé et du travail social |

## Population et société

### Démographie
Les habitants sont nommés les Avrainvillois.

L'évolution du nombre d'habitants est connue à travers les recensements de la population effectués dans la commune depuis 1793. Pour les communes de moins de 10 000 habitants, une enquête de recensement portant sur toute la population est réalisée tous les cinq ans, les populations de référence des années intermédiaires étant quant à elles estimées par interpolation ou extrapolation. Pour la commune, le premier recensement exhaustif entrant dans le cadre du nouveau dispositif a été réalisé en 2006.

En 2022, la commune comptait 215 habitants, en évolution de −2,71 % par rapport à 2016 (Meurthe-et-Moselle : −0,13 %, France hors Mayotte : +2,11 %).
| 1793 | 1800 | 1806 | 1821 | 1831 | 1836 | 1841 | 1846 | 1851 |
| ---- | ---- | ---- | ---- | ---- | ---- | ---- | ---- | ---- |
| 460  | 406  | 410  | 413  | 463  | 485  | 488  | 470  | 454  |

| 1856 | 1861 | 1872 | 1876 | 1881 | 1886 | 1891 | 1896 | 1901 |
| ---- | ---- | ---- | ---- | ---- | ---- | ---- | ---- | ---- |
| 402  | 406  | 392  | 394  | 376  | 359  | 324  | 318  | 282  |

| 1906 | 1911 | 1921 | 1926 | 1931 | 1936 | 1946 | 1954 | 1962 |
| ---- | ---- | ---- | ---- | ---- | ---- | ---- | ---- | ---- |
| 273  | 261  | 221  | 189  | 172  | 161  | 160  | 203  | 170  |

| 1968 | 1975 | 1982 | 1990 | 1999 | 2006 | 2011 | 2016 | 2021 |
| ---- | ---- | ---- | ---- | ---- | ---- | ---- | ---- | ---- |
| 166  | 142  | 132  | 144  | 170  | 231  | 213  | 221  | 215  |

| 2022 | - | - | - | - | - | - | - | - |
| ---- | - | - | - | - | - | - | - | - |
| 215  | - | - | - | - | - | - | - | - |

## Sports
Ce village possède un golf sur les terrains attenant à l'ancien château.

## Économie
Les historiens s'accordent à décrire une économie essentiellement agricole et faiblement viticole, au XIXe siècle :
« Surf. territ. : 708 hectares, dont 490 en terres arables, 164 en bois et 26 en prés et quelques vignes, dont les produits sont d'assez bonne qualité. »

### Secteur primaire ouAgriculture
Le secteur primaire comprend, outre les exploitations agricoles et les élevages, les établissements liés à l’exploitation de la forêt et les pêcheurs.
D'après le recensement agricole 2010 du Ministère de l'agriculture (Agreste), la commune d'Avrainville était majoritairement orientée sur la polyculture et le poly-élevage (auparavant même production ) sur une surface agricole utilisée d'environ 395 hectares (surface cultivable communale) en baisse depuis 1988 - Le cheptel en unité de gros bétail s'est réduit de 401 à 238 entre 1988 et 2010. Il n'y avait plus que 4 exploitations agricoles ayant leur siège dans la commune employant 5 unités de travail.

## Culture locale et patrimoine

### Lieux et monuments
- Vestiges de la voie romaine de Lyon à Trèves.
- Château des D'Avrainville XIXe siècle, de style XVIIIe siècle, les années, les changements de propriétaires ont fait qu'il a subi beaucoup de transformations. Dans les années 1800, il a été transformé en moulin à huile[32], qui aujourd'hui est devenu une ferme.

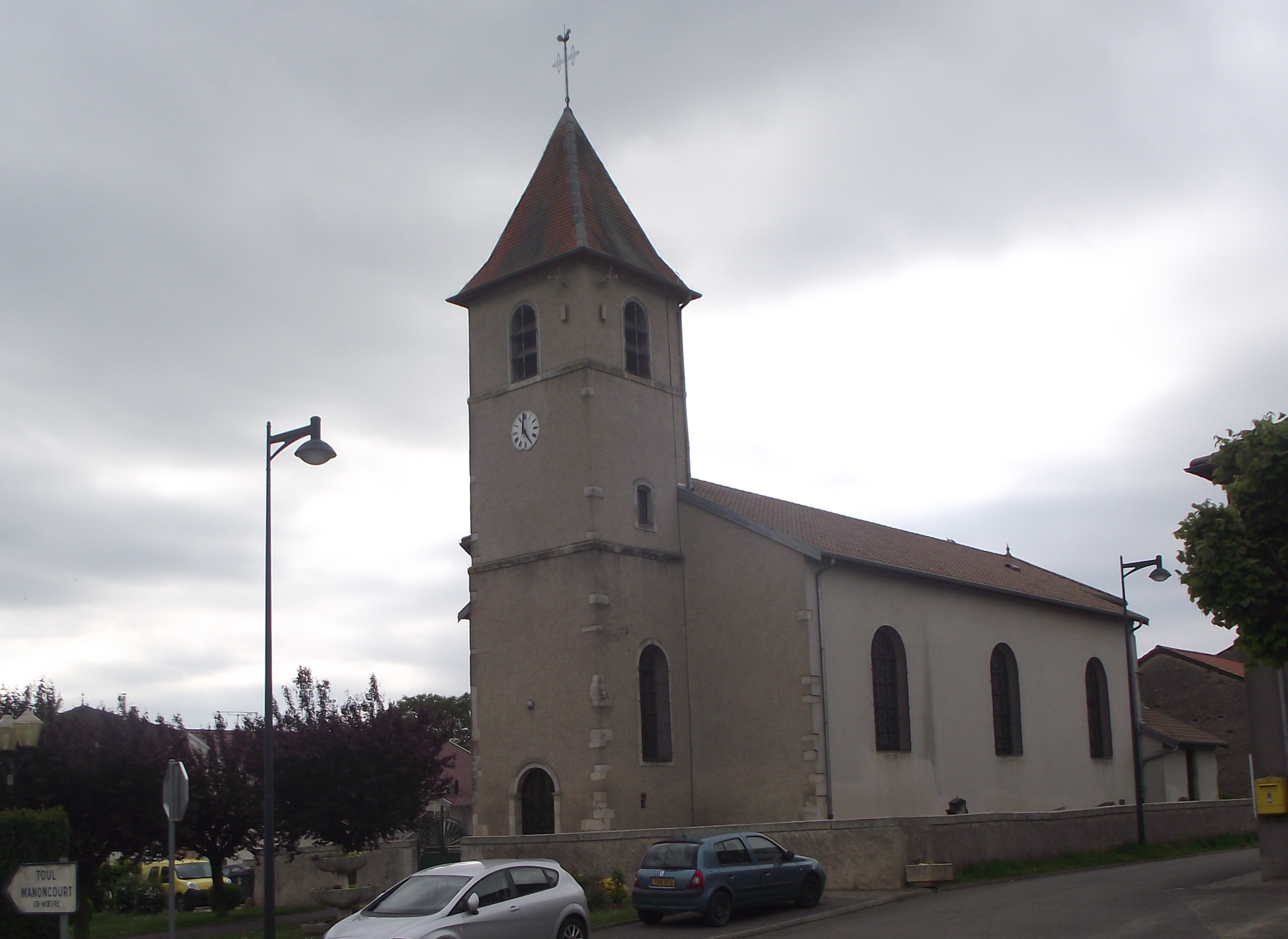

- Église Saint-Pierre XVIIIe siècle, remaniée XIXe siècle

### Personnalités liées à la commune
- Matthias Gérard, sous-lieutenant, né le 10 décembre à Avreinville, district de Toul, département de  la Meurthe, demeurant à Avrainville, vigneron, dragon au présent régiment, le 10 août 1760, brigadier, le 2 septembre 1767, maréchal-des-logis le premier septembre 1784, sous-lieutenant le 25 janvier 1792, a fait  les campagnes, de Corse en 1760, 61 et 62 et s'est trouvé l'affaire de Nancy, le 31 août 1790[33].
- Le sculpteur Jean-No exerce dans la commune[34].

### Héraldique, logotype et devise
| Blason de Avrainville | Blason  | Coupé de gueules à quatre piles d'or et d'azur à la clef d'argent mise en fasce. |
| Blason de Avrainville | Détails | Le statut officiel du blason reste à déterminer.                                 |